# Hologymnetis cinerea
Hologymnetis cinerea är en skalbaggsart som beskrevs av Hippolyte Louis Gory och Achille Rémy Percheron 1833. Hologymnetis cinerea ingår i släktet Hologymnetis och familjen Cetoniidae. Inga underarter finns listade i Catalogue of Life.